# Râul Plavișevița
Râul Plavișevița este un curs de apă, afluent al Dunării. 